# Chatyrka
Chatyrka (russisch Хатырка) ist ein Dorf (selo) im Autonomen Kreis der Tschuktschen (Russland) mit 377 Einwohnern (Stand 14. Oktober 2010). Der Ort liegt an der Mündung des gleichnamigen Flusses ins Beringmeer.

## Geschichte
Chatyrka wurde um das Jahr 1756 gegründet und gehört zu den ältesten Orten in der Region Anadyr. Der Name leitet sich von dem Fluss Chatyrka ab. Die Einheimischen nennen den Ort auch Watyrkan.

## Verkehr
Chatyrka ist nicht an das russische Straßennetz angeschlossen. Der Ort besitzt einen kleinen Hafen. Ein- bis zweimal im Monat besteht eine Flugverbindung (Hubschrauber) nach Anadyr.

## Sonstiges
Im Juli 2011 wurde in der Nähe von Chatyrka der Steinmeteorit Khatyrka gefunden. 